# Polabščina
 Polabščina  je izginuli zahodnoslovanski jezik, ki so ga govorili Polabci (nemško Wenden) na današnjem ozemlju severovzhodne Nemčije okoli reke Labe (nemško Elba), od koder pride ime za jezik in narod. 

## Zgodovina
Polabščina je izumrla verjetno v 18. stoletju, ko jo je zamenjala nemščina. Na jugu je mejila na lužiščino v Lužicah. V 18. stoletju je polabščina že imela močne primesi nemščine. Polabski jezik je najbolj soroden pomorjanščini in  kašubščini.
Poznamo okoli 2800 besed, vendar zgolj nekaj besedil, eno svatbeno pesem in nekaj povedk. Zadnji govorec polabščine je umrl 1719, govorec, ki pa je bil delno vešč polabščine pa 1825. 
Najbolj pomemben spomenik jezika je “Vocabularium Venedicum” (1679–1719), ki ga je napisal Christian Hennig.
Nekatere sledi jezika se danes najdejo v topografskem izrazoslovju, npr. Wustrow “prostor na otoku”, Lüchow (polabsko: Ljauchüw), Sagard, Gartow itd. Prav tako ime Berlin najverjetneje izvira iz polabske besede berl-/birl “močvirje”.